# جان کیتس
جان کیتس (به انگلیسی: John Keats) (زاده ۳۱ اکتبر ۱۷۹۵ – درگذشته ۲۳ فوریه ۱۸۲۱) شاعر انگلیسی مکتب رمانتیسم بود. کیتس در کنار لرد بایرون و پرسی بیش شلی، یکی از چهره‌های شاخص در نسل دوم این مکتب است.
او آثارش را تنها در مدت چهار سال پیش از مرگش در ۲۵سالگی (در اثر سل) به چاپ رساند.
در طول زندگی کوتاهش، اگرچه واکنش خوبی توسط منتقدان به کارهایش صورت نگرفت، اما شهرت او پس از مرگش وسعت گرفت، تا آنجا که او تا اواخر سده نوزدهم، به یکی از محبوب‌ترین شاعران انگلیسی مبدل شد. تاثیرگذاری کیتس بر دایرهٔ وسیعی از شاعران و نویسندگان چشمگیر است؛ خورخه لوئیس بورخس، تصریح می‌کند که اولین مواجههٔ او با آثار کیتس، مهمترین تجربهٔ ادبی در زندگی او بوده است.
تأثیر او بعد از مرگ بر شاعرانی مانند آلفرد تنیسون و ویلفرد اوون نیز چشمگیر بود. شعر کیتس، مبتنی بر تصویرپردازی‌های نفسانی بود، به ویژه در مجموعه اُودها (معادل تلفیقی از قصیده و غزل در شعر فارسی)، که در میان محبوب‌ترین اشعار ادبیات انگلیسی قرار دارند. کارهای کیتس از سوی شاعران انگلیسی بسیار تجلیل شده‌است.
فیلم سینمایی ستاره فروزان (انگلیسی: Bright Star) به کارگردانی جین کمپیون منتشر شده در سال ۲۰۰۹، شرح حال زندگی جان کیتس می‌باشد.

## آثار
- اندیمیون
- لامیا
- ایزابلا
- شب‌زنده‌داری سنت‌آنیز
- قصیده‌ای برای یک بلبل
- هایپریون
- سقوط هایپریون: یک رؤیا

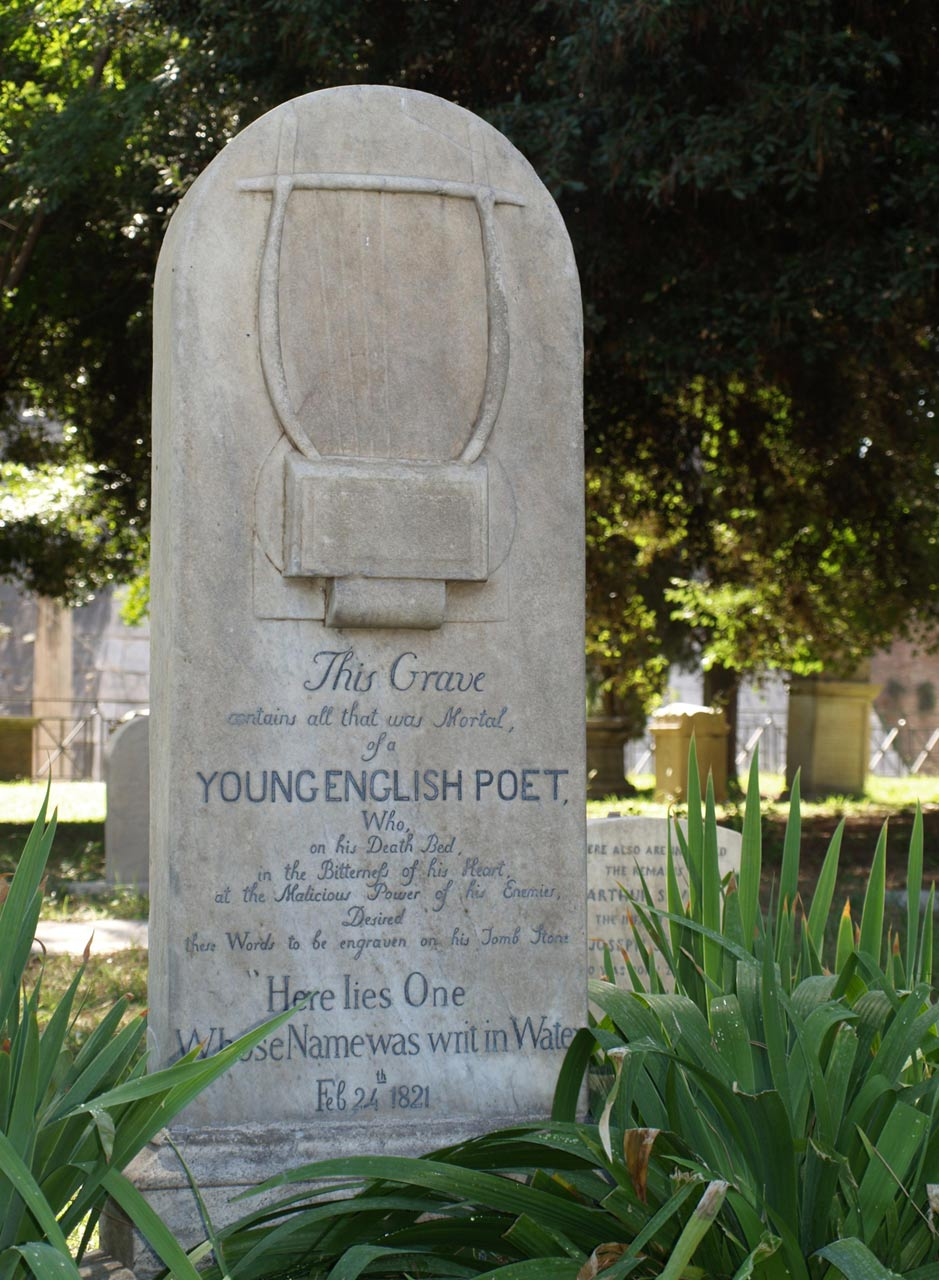
مقبره کیتس در رم

وی وصیت کرد که بر روی آرامگاهش این جمله را بنویسند:
اینجا گور کسی است که از آغاز نامش را بر آب نوشته بودند. (Here lies One whose Name was writ in Water)